# Roxana Maracineanu
Roxana Maracineanu (ur. 7 maja 1975 w Bukareszcie jako Roxana Mărăcineanu) – francuska pływaczka pochodzenia rumuńskiego, specjalistka w stylu grzbietowym, wicemistrzyni olimpijska i mistrzyni świata, w latach 2018–2020 minister sportu, od 2020 do 2022 minister delegowany do spraw sportu.

## Życiorys
Urodziła się w rumuńskiej rodzinie. Jej ojciec pracował w Algierii, dokąd ściągnął rodzinę. W 1984 wyjechali do Francji, gdzie uzyskali azyl. W dzieciństwie początkowo uprawiała gimnastykę, którą zarzuciła na rzecz pływania. Zamieszkała w Miluzie, tam trenowała w klubie sportowym Mulhouse Olympic Natation. Uzyskała obywatelstwo francuskie w 1991.
Największe sukcesy odnosiła w konkurencji 200 m stylem grzbietowym. W 1998 w Perth zdobyła w niej mistrzostwo świata, a w 2000 w Sydney wicemistrzostwo olimpijskie. Na dystansie tym wywalczyła również złoty (1999) i brązowy (1997) medal mistrzostw Europy. Na ME zajęła też drugie (1997) i trzecie (1999) miejsce na 100 m stylem grzbietowym. W konkurencji tej była nadto czwarta na Letnich Igrzyskach Olimpijskich w 2000. Karierę sportową zakończyła w 2004.
Ukończyła studia z zakresu języków obcych na Université de Haute-Alsace, w 2001 zdała egzamin wstępny do ESCP Europe w Paryżu. Pracowała jako konsultantka, współpracując głównie z France Télévisions. W 2010 jako bezpartyjna z listy Partii Socjalistycznej uzyskała mandat radnej regionu Île-de-France. We wrześniu 2018 została ministrem sportu w drugim rządzie Édouarda Philippe’a. W lipcu 2020 w gabinecie Jeana Castex objęła niższe stanowisko rządowe – została ministrem delegowanym do spraw sportu przy ministrze edukacji narodowej, młodzieży i sportu. Funkcję tę pełniła do maja 2022.

## Odznaczenia
Odznaczona Orderu Narodowego Zasługi klasy V i IV.

## Życie prywatne
W Clamart pod Paryżem założyła stowarzyszenie „J’peupa, G piscine!”, upowszechniające pływanie wśród dzieci. Posługuje się pięcioma językami. Ze związku z dziennikarzem Franckiem Ballangerem posiada trójkę dzieci: Nina, Cléo oraz Kimi.